# Lijst van rijksmonumenten in Helmond
De plaats Helmond telt 74 inschrijvingen in het rijksmonumentenregister. Hieronder een overzicht. 

## Brouwhuis
De wijk Brouwhuis, waarvan de kern wordt gevormd door het gelijknamige voormalige dorp, kent 1 rijksmonument:
| Object                                         | Oorspronkelijke functie? | Bouwjaar  | Architect     | Locatie   | Coördinaten?                 | Nr.?   | Afbeelding        |
| ---------------------------------------------- | ------------------------ | --------- | ------------- | --------- | ---------------------------- | ------ | ----------------- |
| Onze lieve vrouwe middelares aller genadenkerk | Kerk en kerkonderdeel    | 1928-1929 | L.J.P. Kooken | Peeleik 4 | 51° 27' 37" NB, 5° 42' 2" OL | 513071 | Meer afbeeldingen |

## Mierlo-Hout
De wijk Mierlo-Hout, waarvan de kern wordt gevormd door het gelijknamige voormalige dorp, kent 1 rijksmonument:
| Object         | Oorspronkelijke functie? | Bouwjaar | Architect  | Locatie         | Coördinaten?                | Nr.?   | Afbeelding        |
| -------------- | ------------------------ | -------- | ---------- | --------------- | --------------------------- | ------ | ----------------- |
| Sint-Luciakerk | Kerk en kerkonderdeel    | 1896     | C.Franssen | Hoofdstraat 159 | 51° 28' 1" NB, 5° 38' 2" OL | 513046 | Meer afbeeldingen |

## Stiphout
De wijk Stiphout, waarvan de kern wordt gevormd door het gelijknamige voormalige dorp, kent 3 rijksmonumenten:
| Object    | Oorspronkelijke functie? | Bouwjaar | Architect       | Locatie                   | Coördinaten?                  | Nr.?  | Afbeelding        |
| --------- | ------------------------ | -------- | --------------- | ------------------------- | ----------------------------- | ----- | ----------------- |
| St.Trudo  | Kerk en kerkonderdeel    |          | H.J. van Tulder | Dorpsstraat 32            | 51° 29' 11" NB, 5° 37' 5" OL  | 21456 | Meer afbeeldingen |
| Pastorie  | Kerkelijke dienstwoning  |          |                 | Dorpsstraat 34            | 51° 29' 10" NB, 5° 37' 6" OL  | 21457 | Meer afbeeldingen |
| Kerktoren | Kerk en kerkonderdeel    |          |                 | Van der Brugghenstraat 43 | 51° 29' 29" NB, 5° 36' 48" OL | 21455 | Meer afbeeldingen |

## Overige delen van Helmond
De overige delen van Helmond kennen 69 rijksmonumenten: 
| Object | Oorspronkelijke functie?                               | Bouwjaar                 | Architect                        | Locatie                         | Coördinaten?                  | Nr.?   | Afbeelding                                                                                    |
| --- | ------------------------------------------------------ | ------------------------ | -------------------------------- | ------------------------------- | ----------------------------- | ------ | --------------------------------------------------------------------------------------------- |
| Schevelingen                                                                                               | Horeca                                                 | eind 19de eeuw           |                                  | Aarle Rixtelseweg 107           | 51° 30' 3" NB, 5° 38' 47" OL  | 21443  | Meer afbeeldingen                                                                             |
| Fabrikantenwoning                                                                                          | Woonhuis                                               | 1825, met latere aanbouw |                                  | Kanaaldijk Noord West 47        | 51° 28' 47" NB, 5° 39' 4" OL  | 21444  | Meer afbeeldingen                                                                             |
| Fabrieksgebouw oorspronkelijk van de textielfirma Bots, later van de firma Raymakers                       | Industrie                                              | 1840                     |                                  | Kanaaldijk Noord West 49        | 51° 28' 47" NB, 5° 39' 4" OL  | 21445  | Meer afbeeldingen                                                                             |
| Gepleisterd herenhuis in eclectische trant                                                                 | Woonhuis                                               | 1868                     |                                  | Kanaaldijk Noord West 77        | 51° 28' 60" NB, 5° 39' 4" OL  | 21446  | Gepleisterd herenhuis in eclectische trant                                                    |
| Voormalige Hervormde kerk                                                                                  | Kerk en kerkonderdeel                                  | 1847-1848                | A. van Veggel                    | Kerkstraat Zuid 19              | 51° 28' 39" NB, 5° 39' 19" OL | 21447  | Meer afbeeldingen                                                                             |
| Sint-Lambertuskerk                                                                                         | Kerk en kerkonderdeel                                  | 1856-1861                | Th. Molkenboer                   | Kerkstraat 54                   | 51° 28' 43" NB, 5° 39' 22" OL | 21448  | Meer afbeeldingen                                                                             |
| Toren Sint-Lambertuskerk                                                                                   | Kerk en kerkonderdeel                                  | deels 15e eeuw           | Th. Molkenboer                   | Kerkstraat 54                   | 51° 28' 43" NB, 5° 39' 22" OL | 21449  | Meer afbeeldingen                                                                             |
| Kasteel Helmond                                                                                            | Kasteel, buitenplaats                                  | omstreeks 1325           |                                  | Kasteelplein 1                  | 51° 28' 38" NB, 5° 39' 11" OL | 21450  | Meer afbeeldingen                                                                             |
| Brabantse langgevelboerderij                                                                               | Boerderij                                              |                          |                                  | Kleine Overbrug 6               | 51° 29' 47" NB, 5° 39' 4" OL  | 21451  | Meer afbeeldingen                                                                             |
| Huis met de Luts herbouwd na brand in 1594                                                                 | Woonhuis                                               |                          |                                  | Markt 7                         | 51° 28' 44" NB, 5° 39' 20" OL | 21452  | Meer afbeeldingen                                                                             |
| Herenhuis uit het tweede kwart van de 19e eeuw met verdieping en schilddak, bekroond door hoekschoorstenen | Woonhuis                                               |                          |                                  | Marktstraat 10                  | 51° 28' 53" NB, 5° 39' 28" OL | 21453  | Meer afbeeldingen                                                                             |
| Een zonnewijzer op een gebeeldhouwd natuurstenen voetstuk in Lodewijk XV stijl                             | Tuin, park en plantsoen                                |                          |                                  | bij Grote Overbrug 1            | 51° 29' 41" NB, 5° 38' 34" OL | 21454  | Een zonnewijzer op een gebeeldhouwd natuurstenen voetstuk in Lodewijk XV stijl                |
| Villa | Woonhuis                                               | 1921                     | H. Teeuwisse                     | Aarle Rixtelseweg 63            | 51° 29' 32" NB, 5° 38' 35" OL | 512990 | Meer afbeeldingen                                                                             |
| Dubbel woonhuis met garages                                                                                | Woonhuis                                               | 1921                     | H. Teeuwisse                     | Aarle Rixtelseweg 65            | 51° 29' 34" NB, 5° 38' 38" OL | 512991 | Dubbel woonhuis met garages                                                                   |
| watertoren                                                                                                 | Industrie                                              | 1884                     | Th. Roijakkers                   | Binnen Parallelweg 27           | 51° 28' 31" NB, 5° 39' 22" OL | 513003 | Meer afbeeldingen                                                                             |
| ketelhuis                                                                                                  | Industrie                                              | 1913                     |                                  | Binnen Parallelweg 27           | 51° 28' 31" NB, 5° 39' 22" OL | 514844 | Upload foto                                                                                   |
| industriegebouw                                                                                            | Industrie                                              | 1911                     |                                  | Binnen Parallelweg 27           | 51° 28' 31" NB, 5° 39' 22" OL | 513005 | Meer afbeeldingen                                                                             |
| Voormalig klein seminarie en missiehuis                                                                    | Onderwijs en wetenschap                                | 1929                     | G. Deur                          | Deurneseweg 9                   | 51° 28' 14" NB, 5° 42' 30" OL | 513007 | Voormalig klein seminarie en missiehuis                                                       |
| Voormalige dienstwoning                                                                                    | Dienstwoning                                           | 1929                     | G. Deur                          | Deurneseweg 9                   | 51° 28' 14" NB, 5° 42' 30" OL | 513008 | Meer afbeeldingen                                                                             |
| Toegangshek                                                                                                | Begraafplaats en -onderdl                              | 1865                     |                                  | Molenstraat 70                  | 51° 28' 38" NB, 5° 40' 8" OL  | 513020 | Meer afbeeldingen                                                                             |
| Doodgraverswoning annex baarhuis                                                                           | Dienstwoning                                           | 1869                     |                                  | Molenstraat 70                  | 51° 28' 38" NB, 5° 40' 8" OL  | 513021 | Meer afbeeldingen                                                                             |
| Poortgebouw met portiersloge                                                                               | Begraafplaats en -onderdl                              | 1880                     |                                  | Molenstraat 72                  | 51° 28' 42" NB, 5° 40' 5" OL  | 513023 | Meer afbeeldingen                                                                             |
| Calvariegroep                                                                                              | Begraafplaats en -onderdl                              | 1880                     |                                  | Molenstraat 72                  | 51° 28' 44" NB, 5° 40' 7" OL  | 513024 | Meer afbeeldingen                                                                             |
| Gymnastieklokaal bij H.B.S.                                                                                | Sport en recreatie                                     | 1865-1867                | C.Vermeijs                       | Molenstraat 189                 | 51° 28' 43" NB, 5° 39' 43" OL | 513026 | Gymnastieklokaal bij H.B.S.                                                                   |
| Voormalige H.B.S. gebouwd tussen 1865 en 1867                                                              | Onderwijs en wetenschap                                | 1865-1867                | C.Vermeijs                       | Molenstraat 191                 | 51° 28' 43" NB, 5° 39' 42" OL | 513027 | Meer afbeeldingen                                                                             |
| Pastorie St. Jozef                                                                                         | Kerkelijke dienstwoning                                | 1923                     | Lambert de Vries                 | Bakelsedijk 1                   | 51° 28' 56" NB, 5° 40' 10" OL | 513029 | Pastorie St. Jozef                                                                            |
| H. Jozefkerk                                                                                               | Kerk en kerkonderdeel                                  | 1922-1927                | W. te Riele                      | Tolpost 1                       | 51° 28' 55" NB, 5° 40' 9" OL  | 513030 | H. Jozefkerk                                                                                  |
| Pastorie van O.L.V.                                                                                        | Kerkelijke dienstwoning                                | 1914                     | J. Margry                        | Wilhelminalaan 16               | 51° 28' 43" NB, 5° 38' 52" OL | 513033 | Pastorie van O.L.V.                                                                           |
| Onze-Lieve-Vrouwe ten-hemelopneming-kerk                                                                   | Kerk en kerkonderdeel                                  | 1914-1926                | J. Margry                        | Wilhelminalaan 18               | 51° 28' 44" NB, 5° 38' 54" OL | 513034 | Meer afbeeldingen                                                                             |
| Villa den zwaluw, gebouwd in een stijl verwant aan de Amsterdamse school                                   | Woonhuis                                               | 1935                     |                                  | Aarle Rixtelseweg 2             | 51° 29' 5" NB, 5° 38' 40" OL  | 513035 | Meer afbeeldingen                                                                             |
| Villa | Woonhuis                                               | 1930                     | A. de Maaker                     | Aarle Rixtelseweg 14            | 51° 29' 11" NB, 5° 38' 40" OL | 513036 | Villa                                                                                         |
| De Beemd                                                                                                   | Woonhuis                                               | 1919                     | J.W. Hanrath                     | Aarle Rixtelseweg 101           | 51° 30' 0" NB, 5° 38' 42" OL  | 513037 | Meer afbeeldingen                                                                             |
| Reeks arbeidershuizen, gebouwd in traditionalistische stijl                                                | Woonhuis                                               | 1915                     |                                  | Kanaaldijk Noord Oost 116       | 51° 29' 27" NB, 5° 39' 9" OL  | 513049 | Reeks arbeidershuizen, gebouwd in traditionalistische stijl                                   |
| Woon/werkgebouw in 1850 gebouwd in opdracht van de fabrikanten Cornelis Carp en Albert Kaulen              | Woonhuis                                               | 1850                     |                                  | Kanaaldijk Noord West 63        | 51° 28' 55" NB, 5° 39' 4" OL  | 513052 | Woon/werkgebouw in 1850 gebouwd in opdracht van de fabrikanten Cornelis Carp en Albert Kaulen |
| Villa, in eclectische stijl gebouwd als directeurswoning                                                   | Woonhuis                                               | 1874                     |                                  | Kanaaldijk Noord West 81        | 51° 29' 3" NB, 5° 39' 4" OL   | 513053 | Meer afbeeldingen                                                                             |
| Villa, in eclectische stijl                                                                                | Woonhuis                                               | 1884                     |                                  | Kanaaldijk Noord West 83        | 51° 29' 4" NB, 5° 39' 3" OL   | 513054 | Villa, in eclectische stijl                                                                   |
| Villa, in eclectische stijl gebouwd in 1890 in opdracht van de fabrikant Dirk van Lookeren Campagne        | Woonhuis                                               | 1890                     |                                  | Kanaaldijk Noord West 83b en 85 | 51° 29' 5" NB, 5° 39' 3" OL   | 513055 | Meer afbeeldingen                                                                             |
| Winkel-woonhuis met gevel uit 1890                                                                         | Werk-woonhuis                                          | 1890                     |                                  | Kerkstraat 48                   | 51° 28' 42" NB, 5° 39' 22" OL | 513056 | Meer afbeeldingen                                                                             |
| Woonhuis                                                                                                   | Woonhuis                                               | 1882                     |                                  | Kerkstraat 47                   | 51° 28' 43" NB, 5° 39' 21" OL | 513057 | Meer afbeeldingen                                                                             |
| Herenhuis                                                                                                  | Woonhuis                                               | 1869-1870                |                                  | Molenstraat 76                  | 51° 28' 41" NB, 5° 39' 60" OL | 513069 | Herenhuis                                                                                     |
| Villa | Woonhuis                                               | 1893                     | J.W. Hanrath                     | President Rooseveltlaan 3       | 51° 28' 49" NB, 5° 38' 45" OL | 513072 | Meer afbeeldingen                                                                             |
| Patronaatsgebouw                                                                                           | Vergadering en vereniging                              | 1927                     | Lambert de Vries                 | 2e Haagstraat 40                | 51° 28' 32" NB, 5° 38' 43" OL | 513079 | Patronaatsgebouw                                                                              |
| Kantongerecht                                                                                              | Gerechtsgebouw                                         | 1906                     | W.C. Metzelaar                   | Weg op den Heuvel 9             | 51° 28' 34" NB, 5° 39' 35" OL | 513082 | Kantongerecht                                                                                 |
| Leonardus van Veghelkerk                                                                                   | Kerk en kerkonderdeel                                  | 1939-1940                | Cor Roffelsen en H.C van de Leur | Wethouder Ebbenlaan 131         | 51° 29' 16" NB, 5° 40' 9" OL  | 513083 | Meer afbeeldingen                                                                             |
| Voormalig schoolgebouw                                                                                     | school                                                 | 1891                     | Jan Benjamin Kam                 | De Wiel 22                      | 51° 28' 37" NB, 5° 39' 16" OL | 513084 | Voormalig schoolgebouw                                                                        |
| Fraterhuis-school                                                                                          | Onderwijs en wetenschap                                | 1873-1875                | H.J. van Tulder                  | Zuid Koninginnewal 49           | 51° 28' 42" NB, 5° 39' 26" OL | 513088 | Fraterhuis-school                                                                             |
| Herenhuis, gebouwd in eclectische stijl                                                                    | Woonhuis                                               | 1872                     | Th. Royakkers                    | Markt 24                        | 51° 28' 47" NB, 5° 39' 23" OL | 513093 | Meer afbeeldingen                                                                             |
| Herenhuis, gebouwd in art-nouveaustijl met elementen van overgangsstijl                                    | Woonhuis                                               | 1906                     | F. Buskens                       | Markt 31                        | 51° 28' 46" NB, 5° 39' 21" OL | 513094 | Meer afbeeldingen                                                                             |
| Zakenpand                                                                                                  | Post-, telegraaf en telefoonkantoor annex dienstwoning | 1891                     | J.W. van der Putten              | Markt 213                       | 51° 28' 51" NB, 5° 39' 25" OL | 513095 | Meer afbeeldingen                                                                             |
| Klooster                                                                                                   | Klooster, kloosteronderdl                              | 1904                     | J.W. van der Putten              | Molenstraat 74                  | 51° 28' 40" NB, 5° 40' 2" OL  | 513097 | Meer afbeeldingen                                                                             |
| Patronaat gebouwd in Zakelijke stijl                                                                       | Kerkelijk gebouw                                       | 1930                     | J. Magis                         | Molenstraat 201                 | 51° 28' 43" NB, 5° 39' 34" OL | 513100 | Meer afbeeldingen                                                                             |
| Woonhuis                                                                                                   | Woonhuis                                               | 1935                     |                                  | Steenweg 34                     | 51° 28' 47" NB, 5° 38' 58" OL | 513102 | Woonhuis                                                                                      |
| Koetshuis-dienstwoning                                                                                     | Koets-woonhuis                                         | 1891                     | J.W. van der Putten              | Watermolenwal 1                 | 51° 28' 51" NB, 5° 39' 24" OL | 513104 | Koetshuis-dienstwoning                                                                        |
| Villa | Woonhuis                                               | 1938                     | W. van de Ven                    | Wesselmanlaan 53                | 51° 29' 2" NB, 5° 38' 37" OL  | 513108 | Villa                                                                                         |
| Grafmonument voor predikant Endtz en twee verwanten                                                        | Begraafplaats en -onderdl                              |                          |                                  | Molenstraat 70                  | 51° 28' 38" NB, 5° 40' 8" OL  | 514840 | Meer afbeeldingen                                                                             |
| Grafmonument in art-decostijl, voor Pieter Fentener van Vlissingen                                         | Begraafplaats en -onderdl                              |                          | PM Dillen                        | Molenstraat 70                  | 51° 28' 38" NB, 5° 40' 8" OL  | 514841 | Meer afbeeldingen                                                                             |
| Uitbreiding ketelhuis                                                                                      | Industrie                                              |                          |                                  | Binnen Parallelweg 27           | 51° 28' 31" NB, 5° 39' 22" OL | 514845 | Meer afbeeldingen                                                                             |
| Hoge staande grafzerk voor het familiegraf Bogaers                                                         | Begraafplaats en -onderdl                              | 1875-1900                |                                  | Molenstraat 72                  | 51° 28' 44" NB, 5° 40' 7" OL  | 514924 | Meer afbeeldingen                                                                             |
| Hoge staande grafzerk voor M.W. van Glabbeek                                                               | Begraafplaats en -onderdl                              | 1905                     |                                  | Molenstraat 72                  | 51° 28' 44" NB, 5° 40' 7" OL  | 514925 | Meer afbeeldingen                                                                             |
| Grafzerk uit 1896 voor J. Raymakers in strenge neorenaissance stijl                                        | Begraafplaats en -onderdl                              | 1896                     |                                  | Molenstraat 72                  | 51° 28' 44" NB, 5° 40' 7" OL  | 514926 | Meer afbeeldingen                                                                             |
| Grafzerk uit 1887 voor het echtpaar J.A. Raymakers in neobarokke stijl                                     | Begraafplaats en -onderdl                              | 1887                     |                                  | Molenstraat 72                  | 51° 28' 44" NB, 5° 40' 7" OL  | 514927 | Meer afbeeldingen                                                                             |
| Grafzerk voor het echtpaar Dijkhoff in eclectische stijl                                                   | Begraafplaats en -onderdl                              | 1898                     |                                  | Molenstraat 72                  | 51° 28' 44" NB, 5° 40' 7" OL  | 514928 | Meer afbeeldingen                                                                             |
| Grafzerk voor het echtpaar Pistorius uit 1894 in eclectische stijl                                         | Begraafplaats en -onderdl                              | 1894                     |                                  | Molenstraat 72                  | 51° 28' 44" NB, 5° 40' 7" OL  | 514929 | Meer afbeeldingen                                                                             |
| Grafzerk voor drie mannen uit de familie Raymakers in eclectische stijl                                    | Begraafplaats en -onderdl                              | 1888                     |                                  | Molenstraat 72                  | 51° 28' 44" NB, 5° 40' 7" OL  | 514932 | Meer afbeeldingen                                                                             |
| Grafstèle van de familie van Asten in neogotische stijl                                                    | Begraafplaats en -onderdl                              | 1886                     |                                  | Molenstraat 72                  | 51° 28' 44" NB, 5° 40' 7" OL  | 514934 | Meer afbeeldingen                                                                             |
| Grafkapel voor de familie Prinzen-Raymakers                                                                | Begraafplaats en -onderdl                              | 1883                     |                                  | Molenstraat 72                  | 51° 28' 44" NB, 5° 40' 7" OL  | 514935 | Meer afbeeldingen                                                                             |
| Grafzerk voor twee kinderen Bogaers                                                                        | Begraafplaats en -onderdl                              | 1889                     |                                  | Molenstraat 72                  | 51° 28' 44" NB, 5° 40' 7" OL  | 514936 | Meer afbeeldingen                                                                             |
| Grafzerk voor de familie van Griensven in neoclassicistische stijl                                         | Begraafplaats en -onderdl                              | 1893                     |                                  | Molenstraat 72                  | 51° 28' 44" NB, 5° 40' 7" OL  | 514937 | Meer afbeeldingen                                                                             |

's-Hertogenbosch ·
Alphen-Chaam ·
Altena ·
Asten ·
Baarle-Nassau ·
Bergeijk ·
Bergen op Zoom ·
Bernheze ·
Best ·
Bladel ·
Boekel ·
Boxtel ·
Breda ·
Cranendonck ·
Deurne ·
Dongen ·
Drimmelen ·
Eersel ·
Eindhoven ·
Etten-Leur ·
Geertruidenberg ·
Geldrop-Mierlo ·
Gemert-Bakel ·
Gilze en Rijen ·
Goirle ·
Halderberge ·
Heeze-Leende ·
Helmond ·
Heusden ·
Hilvarenbeek ·
Laarbeek ·
Land van Cuijk ·
Loon op Zand ·
Maashorst ·
Meierijstad ·
Moerdijk ·
Nuenen, Gerwen en Nederwetten ·
Oirschot ·
Oisterwijk ·
Oosterhout ·
Oss ·
Reusel-De Mierden ·
Roosendaal ·
Rucphen ·
Sint-Michielsgestel ·
Someren ·
Son en Breugel ·
Steenbergen ·
Tilburg ·
Valkenswaard ·
Veldhoven ·
Vught ·
Waalre ·
Waalwijk ·
Woensdrecht ·
Zundert